# カーボネロ (潜水艦)
カーボネロ (USS Carbonero, SS/AGSS-337) は、アメリカ海軍の潜水艦。バラオ級潜水艦の一隻。艦名はスペイン語で「木炭」を意味し、アジ科のバー・ジャック、イサキ科のシーザー・グラント、チゴダラ属各種など、西インド諸島に生息する黒や灰色の複数種の魚に因んで命名された。

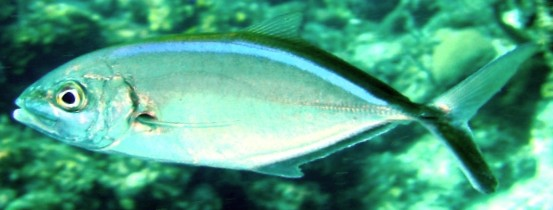
バージャック（Cibi carbonero）

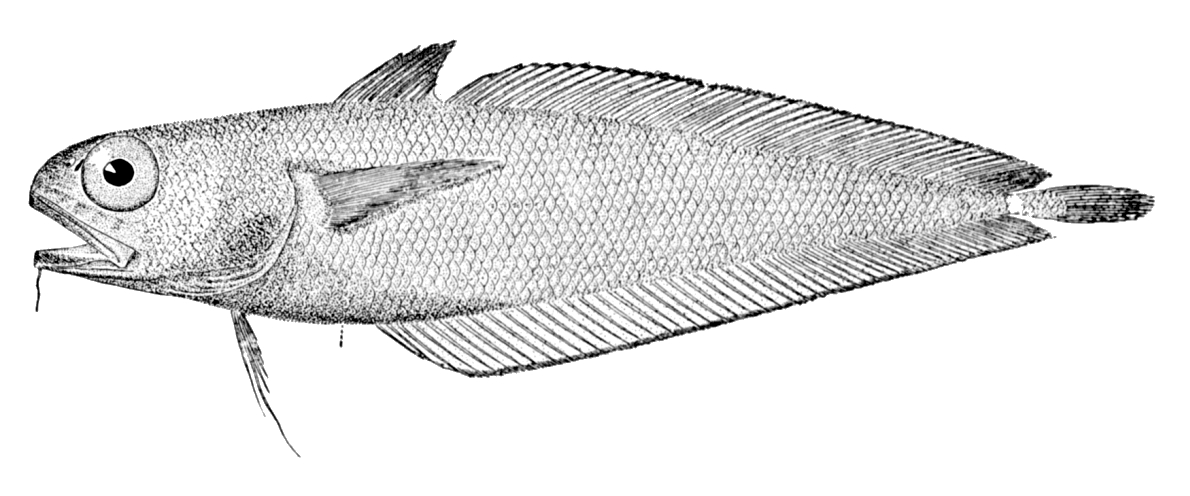
ヘイクリング（Carbonero metalico）

## 艦歴
カーボネロは1943年12月16日にコネチカット州グロトンのエレクトリック・ボート社で起工した。1944年10月19日にS・S・マレー夫人によって命名、進水し、1945年2月7日に艦長チャールトン・L・マーフィー・ジュニア中佐（アナポリス1932年組）の指揮下就役する。就役後は1945年3月21日にニューロンドンを出航し、フロリダ州キーウェストの艦隊ソナー学校での任務に就き、パナマ運河地帯のバルボアで水雷訓練を行った後、5月9日に真珠湾に到着した。

### 哨戒
5月26日、カーボネロは最初の哨戒で南シナ海および東シナ海に向かった。この哨戒でカーボネロは主に、第38任務部隊（ジョン・S・マケイン・シニア中将）および台湾を空襲する B-24 のパイロット救助任務に従事した。6月6日にサイパン島に到着して燃料を補給したあと、哨区に到着。7月6日まで任務に就いた。7月9日、カーボネロは42日間の行動を終えてスービック湾に帰投した。
8月4日、カーボネロは2回目の哨戒で南シナ海およびタイランド湾方面に向かった。カーボネロはマレー半島東岸を哨戒し、8月10日には北緯04度35分 東経103度30分 / 北緯4.583度 東経103.500度を中心とする海域で、4隻のスクーナーおよび2隻のサンパン、ジャンク2隻を破壊し、日本商船数隻に損害を与えた。これらの船は、日本側の末期の海上輸送手段であった。哨戒は8月15日の終戦により中断された。8月19日、カーボネロは15日間の行動を終えてスービック湾に帰投した。
カーボネロは第二次世界大戦の戦功で1個の従軍星章を受章した。2度の哨戒の内1回が「成功」として記録された。

### 戦後
カーボネロは1945年9月22日にワシントン州シアトルに到着し、西海岸での作戦活動に従事した。1947年初頭に極東での模擬哨戒を行った後、カーボネロは潜水艦巡航ミサイル開発計画に配属され、姉妹艦のカスク (USS Cusk, SS-348) と共にカリフォルニア州サンディエゴおよびポートワイニーミでの試験に参加した。その後レギュラスミサイル開発計画に配属され、1949年には AGSS-337 （補助潜水艦）に艦種変更された。1951年にはフリート・シュノーケル改修が行われ、その後南カリフォルニアおよびハワイ諸島での作戦活動に従事した。1953年には巡航ミサイルの誘導装置が取り付けられ、カーボネロは水上艦の射程外からミサイル攻撃を行うことができるようになった。カーボネロは開発計画において様々な役割を担い、その中にはルーンミサイルの発射やレギュラスミサイル誘導装置の評価試験が含まれた。1957年5月13日、カーボネロの母港は真珠湾へ変更された。1959年7月にカーボネロは第12潜水艦隊の旗艦となる。カーボネロはハワイ水域での作戦活動、西太平洋への配備および南太平洋、アメリカ本土への巡航を行った。1957年には北極圏への巡航を行い、1958年および59年から60年にかけて極東へ巡航した。大韓民国および日本で共同の訓練を行い、これらの配備の間に日本とフィリピンの港を訪問した。レギュラスミサイルの誘導装置は1962年始めに撤去され、カーボネロは標準の「フリート・シュノーケル」型潜水艦として SS-337 （攻撃型潜水艦）に艦種変更された。

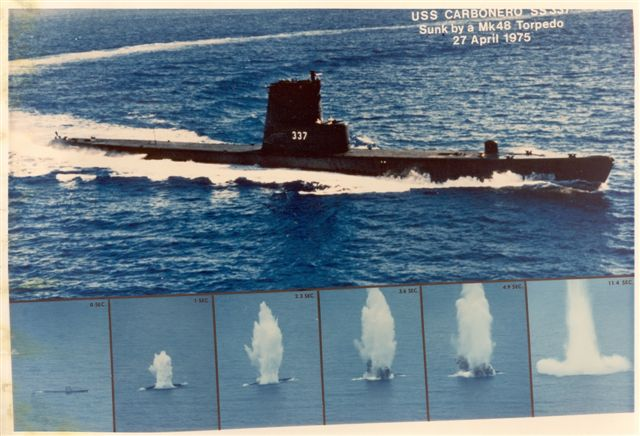
ポーギーの魚雷によって沈められるカーボネロ、1975年4月27日

1962年には中部太平洋のクリスマス島およびジョンストン島沖で行われた核実験「ドミニク作戦」に参加する。カーボネロは原子力潜水艦「イーサン・アレン (USS Ethan Allen, SSBN-608)」から発射されたポラリスミサイルの弾頭が爆発した付近にいた。カーボネロと潜水艦「メドレガル (USS Medregal, SS-480) 」は爆発からおよそ30マイルの地点にあった。ベトナム戦争の期間にカーボネロは再び極東でのパイロット救助任務に従事した。その後、カーボネロは1970年12月1日に退役した。1975年4月27日、カーボネロはハワイ沖に曳航され、潜水艦「ポーギー (USS Pogy, SSN-647)」の発射したMk48魚雷によって撃沈された。